# Argia concinna
Argia concinna är en trollsländeart som först beskrevs av Jules Pièrre Rambur 1842.  Argia concinna ingår i släktet Argia och familjen dammflicksländor. Inga underarter finns listade i Catalogue of Life.

## Bildgalleri

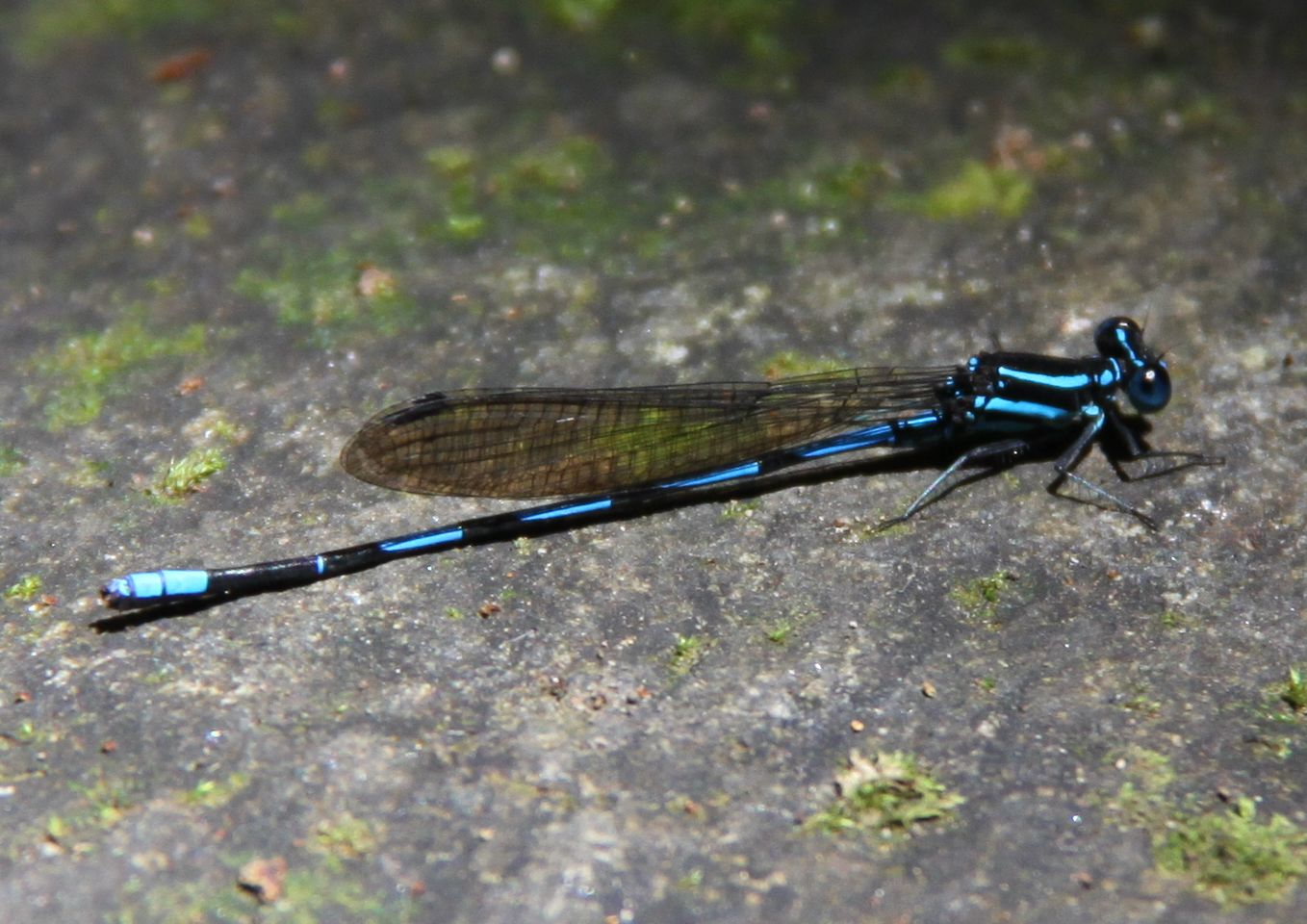
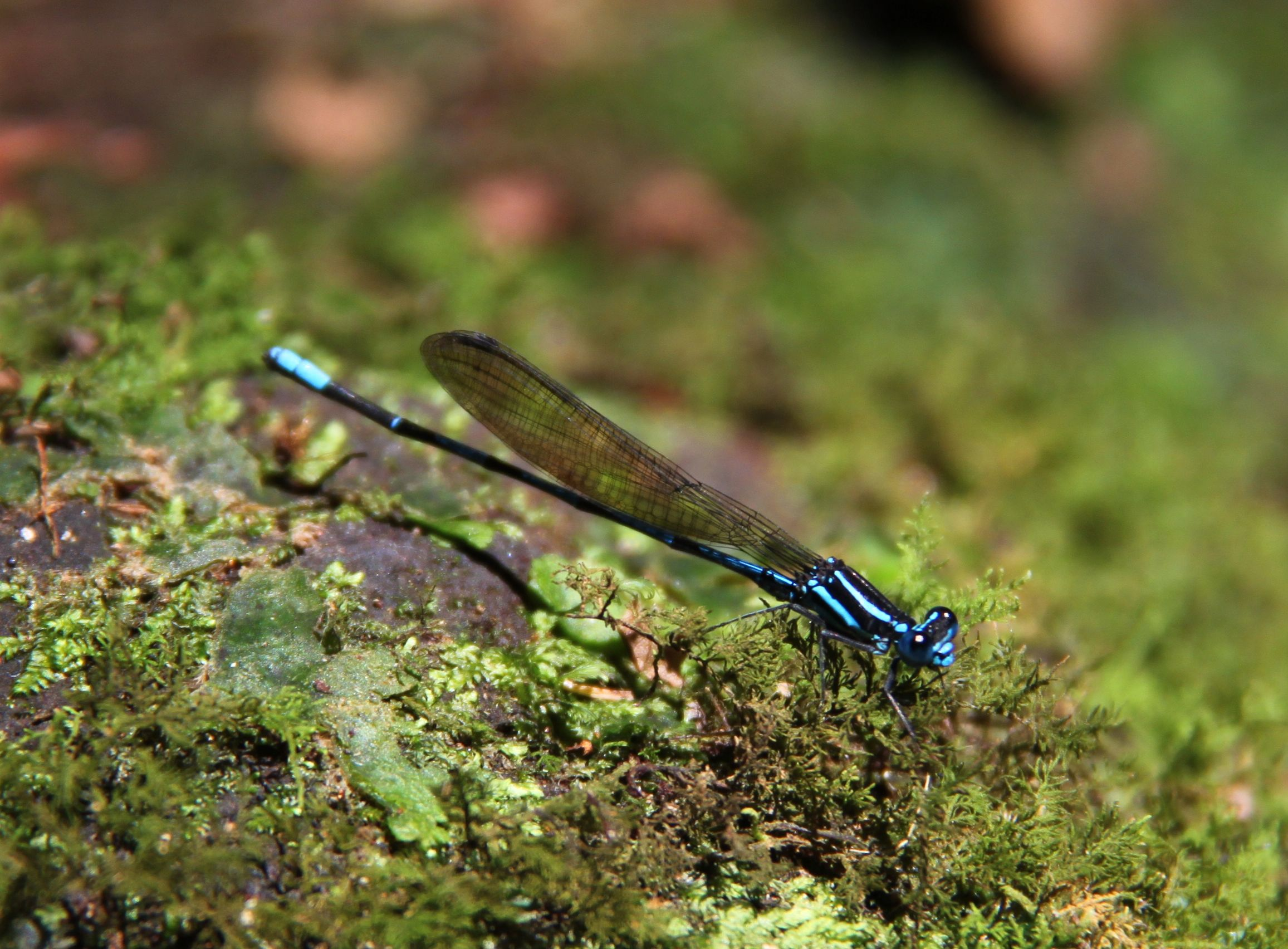